# ROC van Twente
ROC van Twente is een regionaal opleidingencentrum voor de regio Twente. Deze school voor middelbaar beroepsonderwijs en volwasseneneducatie heeft vijf grote leslocaties in Almelo, Hengelo en Enschede en ruim 30 kleinere vestigingen in heel Twente.
Het hart van de locatie in Hengelo wordt gevormd door de hal van de ruim 100 jaar oude ijzergieterij van de fa. Stork (bedrijf). De oude elementen in de hal zijn zo veel mogelijk intact gehouden. 
De locatie werd op 14 oktober 2009 geopend door koningin Beatrix der Nederlanden.
Bijna 18.500 mbo-studenten en cursisten volgen bij ROC van Twente een beroepsopleiding, een (vrijetijds)cursus of training. Er werken  ruim 2.000 medewerkers.